# Chimerica
Chimerica ist ein Neologismus, der aus Silben der Begriffe China und America zusammengesetzt ist. Es bezeichnet die Symbiose der Volkswirtschaften der Volksrepublik China und der Vereinigten Staaten von Amerika.

## Ursprung
Der Begriff Chimerica wurde im Jahr 2006 von dem Historiker Niall Ferguson und dem Ökonomen Moritz Schularick geprägt. In einem Essay beschreiben sie, dass in den vorausgehenden Jahren ein Anstieg der Kapitalrenditen bei gleichbleibend niedrigen Kapitalkosten (Zinsen) zu beobachten gewesen sei, was in einem scheinbaren Widerspruch zur vorherrschenden Wirtschaftstheorie stehe. Ferguson und Schularick führen als Erklärung eine Symbiose der Volkswirtschaften Chinas und Amerikas an. Demnach produziere China Waren und verwende das dafür eingenommene Kapital, um den USA zinsgünstige Kredite zum Kauf dieser Waren zu gewähren. Die USA nutzen diese zinsgünstigen Kredite zu einer beispiellosen Ausweitung des Konsums, während China durch Vollbeschäftigung und starkes Wirtschaftswachstum davon profitiere. Ferguson und Schularick bezeichnen diese Symbiose als Chimerica, in bewusster Anlehnung an den Begriff Chimäre (englisch Chimera).
Durch Niall Fergusons Buch The Ascent of Money und zahlreiche Zeitungsartikel wurde der Begriff Chimerica über Fachkreise hinaus populär. Ferguson ist der Ansicht, dass der leichte Zugang amerikanischer Unternehmen und Haushalte zu chinesischem Kapital eine wesentliche Ursache für den Boom der frühen 2000er-Jahre war, weil sich auch Hedgefonds und Private-Equity-Gesellschaften zu günstigen Konditionen verschulden konnten, was ihre Fähigkeit zur Nutzung des Leverage-Effekts wesentlich erhöhte. Im Gegenzug habe der umfangreiche Kauf amerikanischer Staatsanleihen durch die chinesische Zentralbank den Kurs des Yuan niedrig gehalten, was wiederum die chinesische Exportwirtschaft begünstigte.